# Ekko af nogens stemme
Ekko af nogens stemme er en dansk eksperimentalfilm fra 1969 med instruktion og manuskript af Søren Hansen.

## Handling
Filmen forsøger med en lyrisk fortolkning af begreberne kærlighed og angst. De to begreber mødes som to personer, adskilt af et trådnet. Adskillelsen søges ophævet fra begge sider. Lyd og billede udtrykker en abstrakt stemningsoplevelse omkring de to begreber. I filmen eksperimenteres med polariserende farver.